# گورستان چم قوله
قبرستان چم قوله مربوط به هزاره اول قبل از میلاد است و در شهرستان چرداول، روستای چم قوله واقع شده و این اثر در تاریخ ۱۷ اسفند ۱۳۸۱ با شمارهٔ ثبت ۷۹۹۱ به‌عنوان یکی از آثار ملی ایران به ثبت رسیده است.